# Wola Naropińska
Wola Naropińska [pronunciación en polaco: /ˈvɔla narɔˈpiɲska/] es un pueblo ubicado en el distrito administrativo de Gmina Żelechlinek, dentro del Condado de Tomaszów Mazowiecki, Voivodato de Łódź, en Polonia central. Se encuentra aproximadamente a 3 kilómetros al noreste de Żelechlinek, a 25 kilómetros al norte de Tomaszów Mazowiecki, y a 42 kilómetros al este de la capital regional Łódź.
El pueblo tiene una población de 70 habitantes.